# Río Cambrones
El río Cambrones es un curso de agua en España. Se encuentra situado en la provincia de Segovia, comunidad autónoma de Castilla y León, en la parte central del país.
Está dentro del parque natural Sierra Norte de Guadarrama, en las proximidades al parque nacional.

## Características
La temperatura media anual en la zona es de 8 °C. El mes más cálido es julio, cuando la temperatura media es de 20 °C, y el más frío es diciembre, con −2 °C. La precipitación media anual es de 620 milímetros. El mes más húmedo es noviembre, con un promedio de 86 mm de precipitación, y el más seco es agosto, con 7 mm de precipitación.

## Recorrido
El río nace en la Fuente del Merendero cerca del puerto de Malagosto, en el término municipal de Basardilla, a continuación cruza el término de Torrecaballeros y posteriormente el de Trescasas, en el que está ubicado el manantial Siete Valles con planta de captación de agua para su embotellado por parte de la empresa Bezoya.
Seguidamente pasa al término de Palazuelos de Eresma, entre Trescasas y Palazuelos se encuentran las calderas, una formación de geológica depresión sita entre paredes escarpadas y algunas cascadas que está considerada de alto valor natural.
Finalmente, al llegar al Real Sitio de San Ildefonso, cruza la carretera SG-P-6121 en el entorno de la histórica Casa de la Máquina del Pulimento y acaba por desaguar en el embalse del Pontón Alto, ya en el río Eresma